# عزلة بني قيس (إب)

تعديل مصدري - تعديل

عزلة بني قيس هي إحدى عزل مديرية الرضمة في محافظة إب اليمنية ويبلغ تعداد سكانها 13255 نسمة حسب التعداد السكاني في اليمن لعام 2004.